# 广外教育集团
教育合作与发展中心（广外教育集团）隶属于广东外语外贸大学，是广外基础教育和资产经营公司的管理机构。中心（集团）成立于2010年10月，目前拥有核心校、成员校共20余所。中心践行高等教育服务社会的责任，以“教育传递价值”为理念，坚持“依托大学、整合资源、规范管理、打造品牌、提供价值”，积极探索高品质、国际化的基础教育发展之路。

## 集团理念
教育传递价值
We Deliver the Very Best

## 集团核心校
广州市白云区白云外国语中小学（1970）
广州市实验外语学校（1993）
广州广外外籍人员子女学校（2022）
广外幼儿园（1970）

## 集团成员校

### 公办
广外从化实验小学
广外实验中学
广外从化实验中学
广外附设茂名实验学校
广外附属知识城实验小学
广外附属科学城实验学校
广外附属黄埔实验学校
广外番禺实验学校
广外附属信宜学校
广外新塘实验小学
广外附属荔湾小学
广外附属番禺小学
广外乳源实验学校

### 民办
广州番外外国语学校
广州市南外实验学校
梅州市外语实验学校
广州市白云区广云外国语学校
惠州大亚湾区外语实验学校